# 橋場

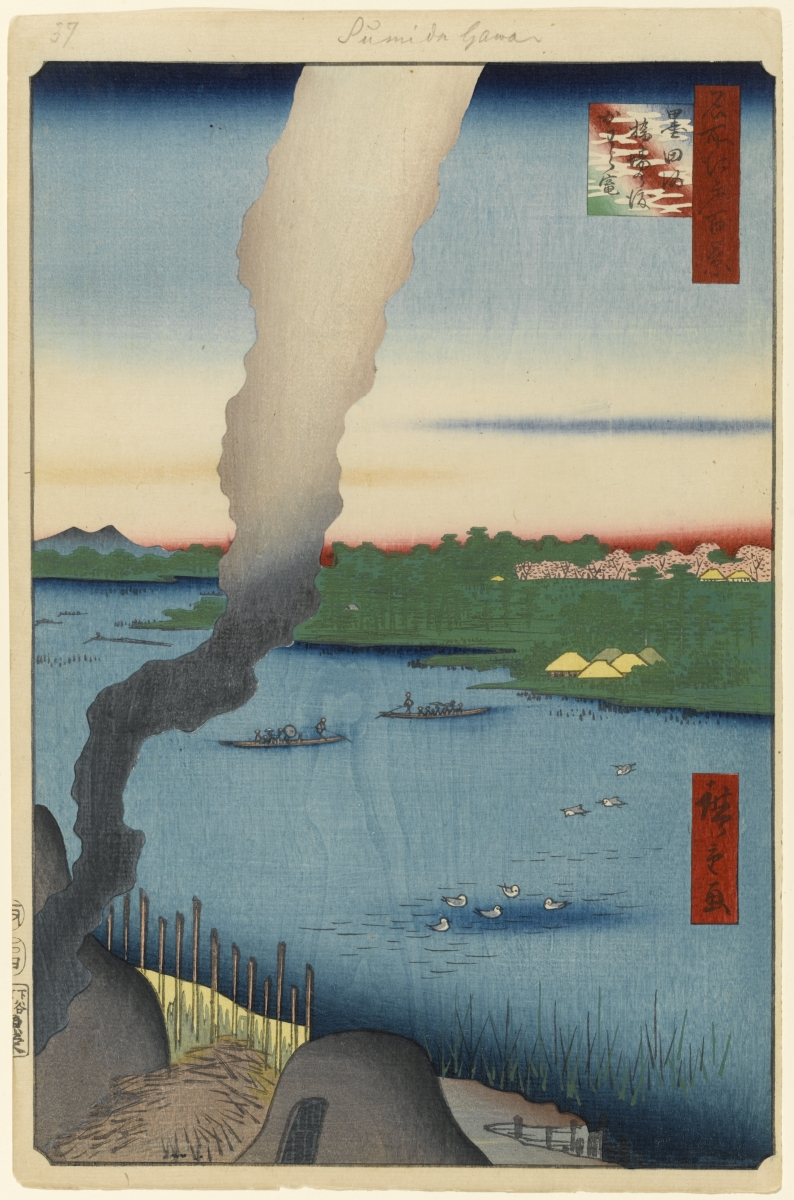
名所江戸百景　墨田河橋場の渡かわら竈。歌川広重

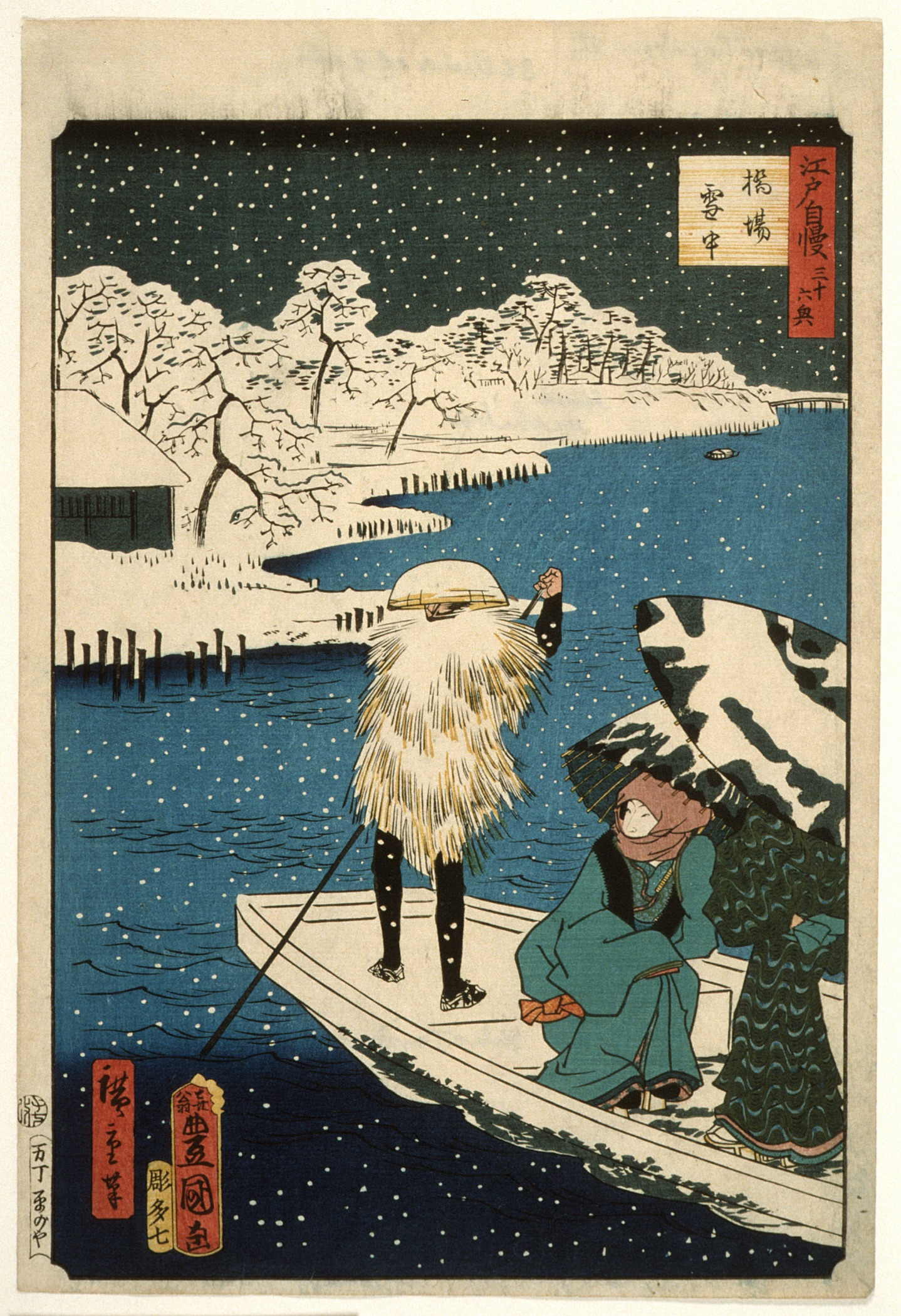
江戸自慢三十六興　橋場雪中。歌川国貞

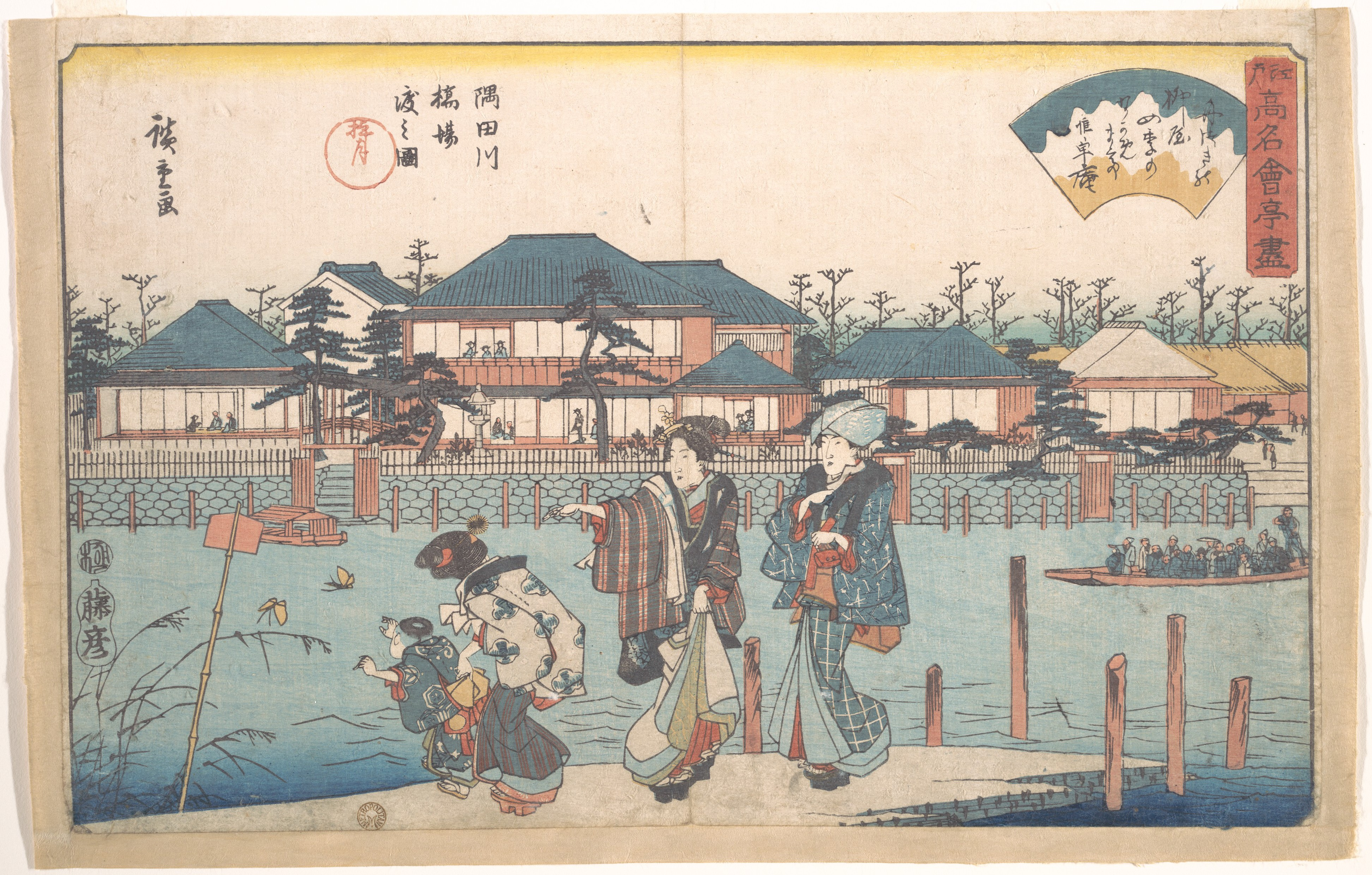
江戸高名会亭尽　隅田川橋場渡之図。歌川広重

橋場（はしば）は、東京都台東区の町名。現行行政地名は橋場一丁目および橋場二丁目。住居表示実施済区域。

## 地理
台東区の北東部に位置する。北辺は隅田川になり、これを境に墨田区堤通に接する。町域南部は今吉柳通りに接し、これを境に台東区今戸に接する。西部は台東区清川に接する。町域北部は、明治通りに接しこれを境に荒川区南千住に接する。商業地と住宅地とが混在した区域である。

## 歴史
橋場は『義経記』『源平盛衰記』に浮き橋を架けたと記載があり、それが地名の由来とされる。1913年（大正2年）まで隅田川には、最も古い渡しとして橋場の渡し（現在の橋場2丁目から墨田区堤通を結ぶ）があった。1964年（昭和39年）の住居表示変更でそれ以前の浅草石浜町1丁目から3丁目の一部東側と浅草橋場町1丁目から3丁目全域から新町名として橋場と命名された。

## 世帯数と人口
2025年（令和7年）3月1日現在（台東区発表）の世帯数と人口は以下の通りである。
| 丁目       | 世帯数    | 人口    |
| ---------- | --------- | ------- |
| 橋場一丁目 | 1,955世帯 | 3,668人 |
| 橋場二丁目 | 1,172世帯 | 1,914人 |
| 計         | 3,127世帯 | 5,582人 |

### 人口の変遷
国勢調査による人口の推移。
| 年                 | 人口  |
| ------------------ | ----- |
| 1995年（平成7年）  | 5,699 |
| 2000年（平成12年） | 5,817 |
| 2005年（平成17年） | 5,801 |
| 2010年（平成22年） | 5,864 |
| 2015年（平成27年） | 5,901 |
| 2020年（令和2年）  | 6,056 |

### 世帯数の変遷
国勢調査による世帯数の推移。
| 年                 | 世帯数 |
| ------------------ | ------ |
| 1995年（平成7年）  | 2,151  |
| 2000年（平成12年） | 2,440  |
| 2005年（平成17年） | 2,616  |
| 2010年（平成22年） | 2,617  |
| 2015年（平成27年） | 2,747  |
| 2020年（令和2年）  | 2,961  |

## 学区
区立小・中学校に通う場合、学区は以下の通りとなる（2023年9月現在）。
- 区域 : 一丁目〜二丁目 全域
  - 小学校 : 台東区立石浜小学校
  - 中学校 : 台東区立桜橋中学校

## 交通

### 鉄道
町域内に鉄道駅はない。北方の南千住駅が利用できる。

### バス
- 台東区循環バスめぐりん
  - 北めぐりん：(7) 橋場老人福祉館西（産業研修センター）・(8) 橋場一丁目
  - ぐるーりめぐりん：(11) 橋場二丁目・(12) 橋場二丁目アパート前・(13) 橋場一丁目
- 都営バス里22
  - 日暮里駅前行き・南千住車庫前
  - 亀戸駅前

## 事業所
2021年（令和3年）現在の経済センサス調査による事業所数と従業員数は以下の通りである。
| 丁目       | 事業所数  | 従業員数 |
| ---------- | --------- | -------- |
| 橋場一丁目 | 143事業所 | 988人    |
| 橋場二丁目 | 70事業所  | 411人    |
| 計         | 213事業所 | 1,399人  |

### 事業者数の変遷
経済センサスによる事業所数の推移。
| 年                 | 事業者数 |
| ------------------ | -------- |
| 2016年（平成28年） | 259      |
| 2021年（令和3年）  | 213      |

### 従業員数の変遷
経済センサスによる従業員数の推移。
| 年                 | 従業員数 |
| ------------------ | -------- |
| 2016年（平成28年） | 1,369    |
| 2021年（令和3年）  | 1,399    |

### 主な企業
- 国際自動車（台東営業所）
- マルカ

## 施設
- 東京都人権プラザ
- 台東区立産業センター
- 台東区立石浜図書館
- 橋場寺不動院 - 天台宗の仏教寺院。関東三十六不動霊場の第23番霊場。
- 福寿院 - 曹洞宗の仏教寺院
- 保元寺 - 浄土宗の仏教寺院
- 玉蓮院	- 浄土宗の仏教寺院
- 松吟寺	- 曹洞宗の仏教寺院
- 台東区立橋場公園
- 宗教法人東方之光

## 出身・ゆかりのある人物
- 大熊仁三郎（浅草区会議員、地主、日出土地社長[15]）
- 岡田茂吉（世界救世教教祖） - 生誕地は広場として整備されている。
- 小松宮彰仁親王 - 浅草別邸があった。
- 三条実美 - 別邸「對鴎荘」があった。
- 梶原一騎 - 木賃アパートで三兄弟の長男として生まれた。

## その他

### 日本郵便
- 郵便番号 : 111-0023[3]（集配局 : 浅草郵便局[16]）。